# Chiesa di San Matteo (Monaco di Baviera)

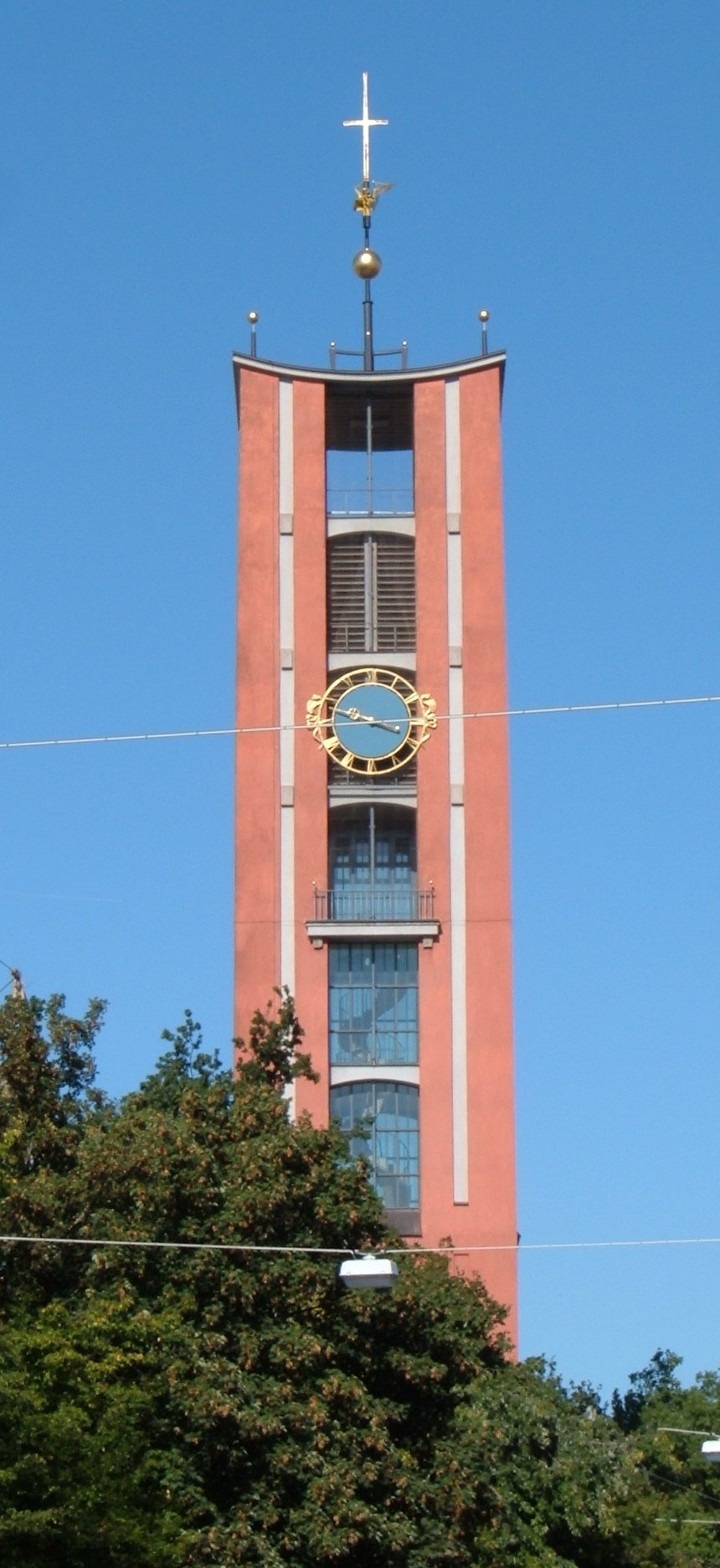
Campanile della chiesa evangelica di San Matteo

La chiesa di San Matteo (in tedesco Matthäuskirche) è una chiesa evangelica luterana a Monaco di Baviera. 
L'edificio odierno fu costruito da Gustav Gsaenger dal 1953 al 1957. 
Si trova sull'estremità sud della piazza Sendlinger Tor all'incrocio delle vie Sonnenstraße, Lindwurmstrasse e Nussbaumstraße.